# 斯基亞帕雷利EDM登陸器
斯基亞帕雷利EDM登陸器（Schiaparelli EDM lander）是歐洲太空總署（ESA）和俄羅斯聯邦太空總署（Roscosmos）合作的專案計畫，2016年火星微量氣體任務衛星搭載斯基亞帕雷利EDM登陸器登陸火星，是歐洲主導ExoMars計劃的一部分。名稱來源是意大利天文學家及科學史家喬凡尼·斯基亞帕雷利，他以對火星的研究而聞名於世。
斯基亞帕雷利EDM登陸器預計於2016年10月19日登陸火星，並使用非充電式電池對地表進行研究，預計運作2-8天。由于登陆器与火星高速碰撞，造成登陆计划失败。

## 外部連結
- - Robotic Exploration of Mars: Schiaparelli: the ExoMars Entry, Descent and Landing Demonstrator Module